# Bartolomeo Cristofori

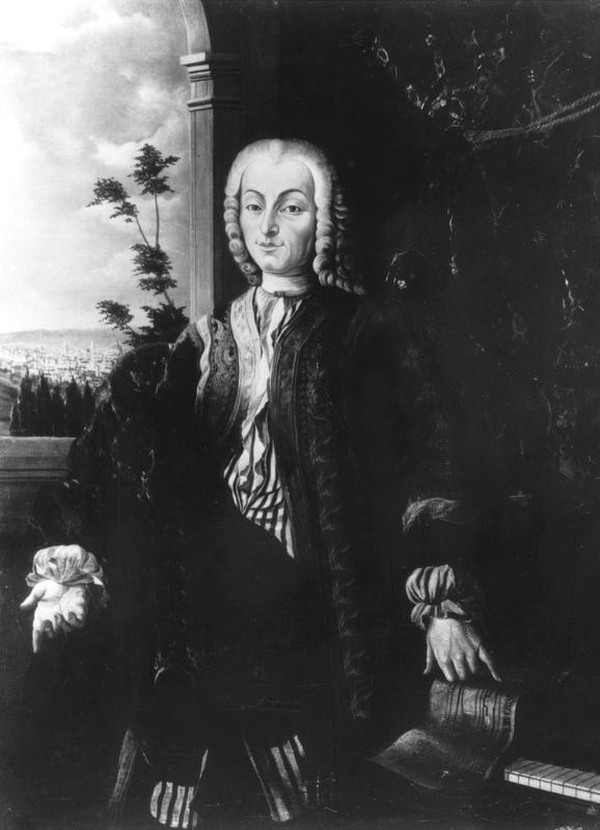
Bartolomeo Cristofori

Bartolomeo Cristofori di Francesco (Padua, 4 mei 1655 – Florence, 27 januari 1731) was een Italiaans muziekinstrumentenbouwer. Hij werd vooral bekend door de uitvinding van de pianoforte.
Bartolomeo Francesco werd geboren in Padua en kreeg aanvankelijk bekendheid als klavecimbel- en spinetbouwer. Hij verhuisde in 1690 naar Florence, waar hij voor Ferdinando de' Medici ging werken.
Zijn grootste bekendheid kreeg hij door zijn uitvinding van de eerste stap op de lange weg van klavecimbel naar piano tussen 1698 en 1708. Hij noemde het instrument klavecimbel che fà il piano e il forte, een klavecimbel dat hard en zacht kan spelen. Deze naam werd ingekort tot "pianoforte", en later tot piano. Tegen die tijd is het instrument al flink doorontwikkeld. Alessandro Scarlatti, G.F. Händel en Arcangelo Corelli kwamen langs om Cristofori's uitvinding uit te proberen. Toen De' Medici in 1713 overleed, had Bartolomeo Cristofori vier van deze instrumenten gebouwd.
Zijn oudst bekende instrument bevindt zich in het Muziekinstrumentenmuseum van Florence.